# Радомир Коковић
Радомир Коковић (Краљево, 6. јануар 1984) бивши је српски фудбалер, а садашњи фудбалски тренер. 

## Играчка каријера
Фудбалом је почео да се бави са шест година у школи фудбала Бубамара. Након тога је играо у млађим категоријама Слоге из Краљева, да би као кадет прешао у Црвену звезду код тренера Томислава Милићевића где је играо у генерацији играча рођених 1984. године (Миловановић, Јанковић, Баста, Перовић...). Након тога је уследио прелазак у ОФК Београд где је остао до завршетка омладинског стажа.
Од 2003. до 2007. године је био у САД где је, уз саиграча Милоша Коцића, паралелно завршавао политичке науке и играо фудбал за Лојола универзитет. Након завршетка студија, враћа се у Србију и почиње сениорску каријеру у трећелигашу Слоги из Краљева. Почетком 2008. године прешао је у београдски Рад, који се у том моменту такмичио у Првој лиги Србије. Са Радом је одмах изборио пласман у Суперлигу Србије, а у наредним годинама је био стандардан играч и капитен.
Током 2011. године био је на шестомесечној позајмици у кинеском Чангчуену, након чега се вратио у Рад. У јануару 2012. прешао је у прволигаша Напредак из Крушевца. Био је стандардан у дресу Напретка и са клубом је изборио повратак у Суперлигу Србије. Последњи играчки ангажман имао је у дресу Земуна, где је провео једну полусезону након чега је са 30. година завршио играчку каријеру.

## Тренерска каријера
Тренерску каријеру је почео у Кини где је водио друголигаша Шангај. Сезону 2018/19. почео је као тренер београдског Синђелића у Првој лиги Србије, да би у априлу 2019. преузео суперлигаша Земун који се у том моменту налазио на последњем месту на табели. Водио је Земун на седам мечева, уписао три победе, три ремија и само један пораз, али није успео са екипом да избори опстанак у Суперлиги. Ипак, Коковић је остао да тренира у Суперлиги, јер је у мају 2019. постављен за тренера Вождовца. На клупи Вождовца је био до 9. марта 2020, када је смењен након што је клуб забележио пет узастопних пораза на почетку пролећног дела сезоне 2019/20. Коковић је водио Вождовац у 26 званичних мечева и остварио 10 победа, 5 ремија и 11 пораза.
У септембру 2020. постављен је за тренера Графичара, али је са те функције смењен крајем марта 2021. године. Почетком септембра 2021. постављен је за тренера Радничког из Ниша. Водио је клуб на само две утакмице након чега је поднео оставку. Током 2024. кратко је радио у ФК Партизан као помоћни тренер у стручном штабу Александра Станојевића. У марту 2025. постављен је на функцију шефа стручног штаба ФК Железничар из Панчева.